# Loggia de Senya Blanca
La Loggia de Senya Blanca és una construcció d'estil noucentista, protegida com a bé cultural d'interès local, ubicada al municipi de Castell d'Aro, Platja d'Aro i s'Agaró (Baix Empordà).

## Descripció
És una loggia de tipus brunelleschià. La planta és rectangular i la construcció completament simètrica. Els murs longitudinals estan formats per set arcades de mig punt que reposen sobre columnes de capitell clàssic que reposen a la vegada sobre un alt basament que queda unit mitjançant un sòcol de pedra al mur sobre el mar. A cada costat de les arcades s'obre una porta lliure, coronada amb un frontó triangular. Les parets laterals també tenen una obertura coronada amb un frontó triangular. La teulada és a quatre vessants de teules vermelles. Tot el conjunt és fet de blocs de pedres molt ben brunyides que al mateix temps que li donen serietat al conjunt li proporcionen un marcat toc d'elegància clàssica.

## Història
Fou feta construir per l'industrial Josep Ensesa i Gubert, el qual inicià el 1924 en col·laboració amb l'arquitecte Rafael Masó la urbanització residencial de S'Agaró.
L'obra fou ubicada al jardí de la residència de Josep Ensesa, la Senya Blanca, com a mirador. Aviat, però, s'hi varen començar a celebrar recitals de música, avui consolidats en el Festival Internacional de Música de S'Agaró, que es donen cita cada estiu comptant amb la participació dels més importants solistes del món musical.